# Stridsordning för Skagerrakslaget
Detta är den fullständiga stridsordningen för de två flottor som drabbade samman vid Skagerrakslaget, den 31 maj 1916. 

## De brittiska styrkorna

### Grand Fleet
Grand Fleet var den brittiska flottans huvudstyrka. Dess hemmabas var Scapa Flow och styrkan leddes av amiral Sir John Jellicoe den 30 maj 1916. 

#### Slagstyrkan
Slagstyrkan bestod av huvudsakligen tre slageskadrar (engelska: Battle Squadron). Var och en av dessa eskadrar bestod av åtta slagskepp som var indelade i två divisioner under en viceamiral eller en konteramiral. Varje eskader var även tilldelad en lätt kryssare av äldre modell, som hade till uppdrag att repetera eskaderbefälhavarens signaler (antingen med projektor eller med flaggor). Amiral Jellicoes flaggskepp, som även inhyste staben, var HMS Iron Duke och var integrerat i den fjärde eskadern; flaggskeppet hade två medföljande fartyg, en lätt kryssare och en jagare, som var till amiralens och hans stabs förfogande. 
Nedanför listas informationen om alla de fartyg som deltog och de eskadrar de tillhörde, fartygsnamn och -klasser, fartygschefer och grad. Observera att den brittiska graden "captain" i flottan motsvarade den svenska graden "kommendörkapten av 1. graden". 
| 5th division                                           | | |
| viceamiral Sir Cecil Burney                            | | |
| HMS Marlborough HMS Revenge HMS Hercules HMS Agincourt | Slagskepp av klassen Iron Duke Slagskepp av klassen Revenge Slagskepp av klassen Colossus Slagskepp av klassen Agincourt | Kommendörkapten 1 gr G. P. Ross Kommendörkapten 1 gr E. B. Kiddle Kommendörkapten 1 gr L. Clinton-Baker Kommendörkapten 1 gr H. M. Doughty |

| 6th division                                            | | |
| konteramiral E. F. A. Gaunt                             | | |
| HMS Colossus HMS Collingwood HMS St Vincent HMS Neptune | Slagskepp av klassen Colossus Slagskepp av klassen St Vincent Slagskepp av klassen St Vincent Slagskepp av klassen Neptune | Kommendörkapten 1 gr A. D. P. R. Pound Kommendörkapten 1 gr J. C. Ley Kommendörkapten 1 gr W. W. Fisher Kommendörkapten 1 gr V. H. G. Bernard |

| 1st division                                      | | |
| viceamiral Sir Martyn Jerram                      | | |
| HMS King George V HMS Ajax HMS Centurion HMS Erin | Slagskepp av klassen King George V Slagskepp av klassen King George V Slagskepp av klassen King George V Slagskepp av klassen Erin | Kommendörkapten 1 gr F. L. Field Kommendörkapten 1 gr G. H. Baird Kommendörkapten 1 gr M. Culme-Seymour Kommendörkapten 1 gr V. A. Stanley |

| 2nd division                                      | | |
| konteramiral A. C. Leveson                        | | |
| HMS Orion HMS Monarch HMS Conqueror HMS Thunderer | Slagskepp av klassen Orion Slagskepp av klassen Orion Slagskepp av klassen Orion Slagskepp av klassen Orion | Kommendörkapten 1 gr O. Backhouse Kommendörkapten 1 gr G. H. Borrett Kommendörkapten 1 gr H. H. D. Tothill Kommendörkapten 1 gr J. A. Fergusson |

| 3rd division                                      | | |
| (konteramiral A. L. Duff)                         | | |
| HMS Superb HMS Iron Duke HMS Royal Oak HMS Canada | Slagskepp av klassen Bellerophon Slagskepp av klassen Iron Duke Slagskepp av klassen Revenge Slagskepp av klassen Canada | Kommendörkapten 1 gr E. Hyde-Parker Kommendörkapten 1 gr Frederic Dreyer Kommendörkapten 1 gr C. Maclachlan Kommendörkapten 1 gr W. C. M. Nicholson |

| 4th division                                          | | |
| (viceamiral Sir Doveton Sturdee)                      | | |
| HMS Benbow HMS Bellerophon HMS Temeraire HMS Vanguard | Slagskepp av klassen Iron Duke Slagskepp av klassen Bellerophon Slagskepp av klassen Bellerophon Slagskepp av klassen Bellerophon | Kommendörkapten 1 gr H. W. Parker Kommendörkapten 1 gr E. F. Bruen Kommendörkapten 1 gr E. V. Underhill Kommendörkapten 1 gr J. D. Dick |

#### Kryssarenheter
Vid sidan av Grand Fleets huvudenheter fanns även en slagkryssareskader (3:e BCS)(engelska: Battlecruiser Squadron) som leddes av konteramiral Hood. Trots att denna formellt tillhörde viceamiral Sir David Beattys Battle Cruiser Fleet, vilken i sin tur var underställd amiral Sir John Jellicoe, Grand Fleet, så befann den sig för tillfället i Scapa Flow för välbehövlig skjutträninig och kom att uppträda samlat med Grand Fleet. Den bestod av tre äldre slagkryssare av klassen Invincible och av två lätta kryssare. 
| Third Battlecruiser Squadron                                             | | |
| konteramiral Horace Hood                                                 | | |
| HMS Invincible HMS Inflexible HMS Indomitable HMS Canterbury HMS Chester | Slagkryssare av klassen Invincible Slagkryssare av klassen Invincible Slagkryssare av klassen Invincible Lätt kryssare av klassen C Lätt kryssare av klassen C | Kommendörkapten 1 gr A. L. Cay Kommendörkapten 1 gr E. H. F. Heaton-Ellis Kommendörkapten 1 gr F. W. Kennedy Kommendötkapten 1 gr P. M. R. Royds Kommendörkapten 1 gr R. N. Lawson |

Grand Fleets huvudstyrka skyddades av tre eskadrar med kryssare (engelska: Cruiser Squadron).  Två bestod av pansarkryssare. Dessa, tämligen gamla fartyg, kom att användas på ett olämpligt sätt i striden och fick lida stora förluster - både i fartyg och i människoliv. Detta gällde framförallt den första eskadern som leddes av konteramiral Sir Robert Arbuthnot. Denna blev nästan fullständigt förstörd, enbart HMS Duke of Edinburgh kom att överleva slaget: 
| First Cruiser Squadron                                         | | |
| konteramiral Sir Robert Arbuthnot                              | | |
| HMS Defence HMS Warrior HMS Duke of Edinburgh HMS Black Prince | Pansarkryssare av klassen Minotaur Pansarkryssare av klassen Duke of Edinburgh Pansarkryssare av klassen Duke of Edinburgh Pansarkryssare av klassen Duke of Edinburgh | Kommendörkapten 1 gr S. V. Ellis Kommendörkapten 1 gr V. B. Molteno Kommendörkapten 1 gr H. Blackett Kommendörkapten 1 gr T. P. Bonham |

| Second Cruiser Squadron                             | | |
| konteramiral H. L. Heath                            | | |
| HMS Minotaur HMS Shannon HMS Hampshire HMS Cochrane | Pansarkryssare av klassen Minotaur Pansarkryssare av klassen Minotaur Pansarkryssare av klassen Devonshire Pansarkryssare av klassen Duke of Edinburgh | Kommendörkapten 1 gr A. C. S. H. D'Eath Kommendörkapten 1 gr J. S. Dumaresq Kommendörkapten 1 gr H. J. Savill Kommendörkapten 1 gr E. La T. Leatham |

Den tredje eskadern var utrustad med moderna lätta kryssare.
| Fourth Light Cruiser Squadron                                  | | |
| Kommendör C. E. Le Mesurier                                    | | |
| HMS Calliope HMS Constance HMS Caroline HMS Royalist HMS Comus | Lätt kryssare av klassen C Lätt kryssare av klassen C Lätt kryssare av klassen C Lätt kryssare av klassen Arethusa Lätt kryssare av klassen C | Kommendör C. E. Le Mesurier Kommendörkapten 1 gr C. S. Townsend Kommendörkapten 1 gr H. R. Crooke Kommendörkapten 1 gr H. Meade Kommendörkapten 1 gr A. G. Hotham |

#### Skyddsstyrkan
Till skyddsstyrkorna hörde även jagarflottiljer. Dessa hade till uppgift att skydda de större fartygen genom torpedanfall eller att avvärja fientliga jagar- eller torpedbåtsanfall. Varje flottilj var organiserad i två divisioner, som leddes av antingen en stor jagare eller en lätt kryssare. 
| Fourth Destroyer Flotilla (Fjärde jagarflottiljen) | | |
| Kommendörkapten 2.gr C. J. Wintour                 | | |
| flottiljledare                                     | 2 jagare av klassen White boats | HMS Tipperary, HMS Broke |
| 1 jagare av klassen Admirality M:                  | HMS Ophelia | |
| 16 jagare av klassen K                             | HMS Acasta, HMS Achates, HMS Ambuscade, HMS Ardent, HMS Christopher, HMS Contest, HMS Fortune,HMS Garland, HMS Hardy, HMS Midge, HMS Owl, HMS Porpoise, HMS Shark, HMS Sparrowhawk, HMS Spitfire, HMS Unity. | HMS Acasta, HMS Achates, HMS Ambuscade, HMS Ardent, HMS Christopher, HMS Contest, HMS Fortune,HMS Garland, HMS Hardy, HMS Midge, HMS Owl, HMS Porpoise, HMS Shark, HMS Sparrowhawk, HMS Spitfire, HMS Unity. |

| Eleventh Destroyer Flotilla (Elfte jagarflottiljen) | | |
| Kommendörkapten 2 gr J. R. P. Hawksley              | | |
| flottiljledare                                      | Lätt kryssare av C-klass Jagare av klassen Marksman Type Leader | HMS Castor HMS Kempenfelt |
| 11 jagare av klassen Admirality M                   | HMS Magic, HMS Mandate, HMS Manners, HMS Marne, HMS Martial, HMS Michael, HMS Milbrook, HMS Minion, HMS Mons, HMS Moon, HMS Morning Star, HMS Mounsey, HMS Mystic, HMS Ossory. | HMS Magic, HMS Mandate, HMS Manners, HMS Marne, HMS Martial, HMS Michael, HMS Milbrook, HMS Minion, HMS Mons, HMS Moon, HMS Morning Star, HMS Mounsey, HMS Mystic, HMS Ossory. |

| Twelfth Destroyer Flotilla (Tolfte jagarflottiljen, Kapten A. J. B. Stirling) | | |
| flottiljledare                                                                | Jagare av klassen White boats Jagare av klassen Marksman Type Leader | HMS Faulknor HMS Marksman |
| 14 jagare av klassen Admirality M                                             | HMS Maenad, HMS Marvel, HMS Mary Rose, HMS Menace, HMS Mindful, HMS Mischief, HMS Munster, HMS Narwhal, HMS Nessus, HMS Noble, HMS Nonsuch, HMS Obedient, HMS Onslaught, HMS Opal. | HMS Maenad, HMS Marvel, HMS Mary Rose, HMS Menace, HMS Mindful, HMS Mischief, HMS Munster, HMS Narwhal, HMS Nessus, HMS Noble, HMS Nonsuch, HMS Obedient, HMS Onslaught, HMS Opal. |

### Battlecruiser Fleet (Slagkryssarstyrkan)
Amiral Reinhard Scheer, chefen för tyska Hochseeflotte (HSF), försökte från sin bas vid Jade med dess minfält locka ut den brittiska slagkryssarstyrkan för att bekämpa den med antalsmässig överlägsenhet. Denna brittiska styrka leddes av viceamiral Sir David Beatty. Även om den officiella benämningen var "Battlecruiser Fleet", så ingick denna enhet i Grand Fleet till fullo. Namnet ändrades sedermera till "Battlecruiser Force".

#### Stridsenheter
De större enheterna som fanns till Beattys förfogande var indelade i två eskadrar med slagkryssare och utgjorde Storbritanniens stolthet. Beattys flaggskepp utgjordes av HMS Lion, som var integrerat i den första eskadern. 
| First Battlecruiser Squadron                         | | |
| konteramiral O. de B. Brock                          | | |
| HMS Princess Royal HMS Lion HMS Queen Mary HMS Tiger | Slagkryssare av klassen Lion Slagkryssare av klassen Lion Slagkryssare av klassen Lion Slagkryssare av klassen Tiger | Kommendörkapten 1 gr W. H. Cowan Kommendörkapten 1 gr A. E. M. Chatfield Kommendörkapten 1 gr C. I. Prowse Kommendörkapten 1 gr H. B. Pelly |

| Second Battlecruiser Squadron     |                                                                             |                                                                        |
| konteramiral W. C. Pakenham       |                                                                             |                                                                        |
| HMS New Zealand HMS Indefatigable | Slagkryssare av klassen Indefatigable Slagkryssare av klassen Indefatigable | Kommendörkapten 1 gr J. F. E. Green Kommendörkapten 1 gr C. F. Sowerby |

För att förstärka Beattys stridsgrupp hade man överfört den femte slageskadern till honom. Denna eskader var dock inte "underställd" utan "lydde under" BCF endast i taktiskt hänseende. Beatty hade dock inte tagit tillfället i akt att informera chefen för femte slageskadern (konteramiral Hugh Evan-Thomas) om sina avsikter eller sina speciella taktiska metoder/principer.
Denna eskader bestod av hypermoderna slagskepp av Queen Elizabeth-klass som nyligen tagits i bruk och deras förväntade fart om 25 knop (i verkligheten cirka 24 knop) tillät dem att ganska väl följa slagkryssarna. Dessa slagskepp var bestyckade med åtta 38 cm kanoner, extrema för tidpunkten. På grund av att man höjde farten för mycket, slarvig signalering från HMS Lion (Beattys flaggskepp) och andra fel av Beatty kom dessa inte att användas optimalt i striden. Dessa slagskepps stora motståndskraft och effektivitet medförde dock att inget av dem förlorades i slaget. Framför allt "Malaya" och "Warspite" var dock tidvis mycket utsatta.
| Fifth Battle Squadron                          | | |
| konteramiral Hugh Evan-Thomas                  | | |
| HMS Barham HMS Valiant HMS Warspite HMS Malaya | Slagskepp av klassen Queen Elizabeth Slagskepp av klassen Queen Elizabeth Slagskepp av klassen Queen Elizabeth Slagskepp av klassen Queen Elizabeth | Kommendörkapten 1 gr A. W. Craig Kommendörkapten 1 gr M. Woollcombe Kommendörkapten 1 gr E. M. Philpotts Kommendörkapten 1 gr A. D. E. H. Boyle |

#### Spaningsstyrkor
För att hitta fienden hade Beatty tre eskadrar med moderna lätta kryssare till förfogagnde. Det blev HMS Galatea, som fick äran av att skjuta sjöslagets första skott, genom att öppna eld mot de tyska jagarna som hade kommit för att undersöka det danska fartyget N.J. Fjord, 
| First Light Cruiser Squadron (Första lätta kryssareskadern) | | |
| Kommendör E. S. Alexander-Sinclair                          | | |
| HMS Galatea HMS Phaeton HMS Inconstant HMS Cordelia         | Lätt kryssare av klassen Arethusa Lätt kryssare av klassen Arethusa Lätt kryssare av klassen Arethusa Lätt kryssare av klassen C | Kommendör E. S. Alexander-Sinclair Kommendörkapten 1 gr J. E. Cameron Kommendörkapten 1 gr B. S. Thesiger Kommendörkapten 1 gr T. P. H. Beamish |

| Second Light Cruiser Squadron (Andra lätta kryssareskadern) | | |
| Kommendör W. E. Goodenough                                  | | |
| HMS Southampton HMS Birmingham HMS Nottingham HMS Dublin    | Lätt kryssare av klassen Town Lätt kryssare av klassen Town Lätt kryssare av klassen Town Lätt kryssare av klassen Town | Kommendör W. E. Goodenough Kommendörkapten 1 gr A. A. M. Duff Kommendörkapten 1 gr C. B. Miller Kommendörkapten 1 gr A. C. Scott |

| Third Light Cruiser Squadron (Tredje lätta kryssareskadern) | | |
| Konteramiral T. D. W. Napier                                | | |
| HMS Falmouth HMS Yarmouth HMS Birkenhead HMS Gloucester     | Lätt kryssare av klassen Town Lätt kryssare av klassen Town Lätt kryssare av klassen Town Lätt kryssare av klassen Town | Kommendörkapten 1 gr J. D. Edwards Kommendörkapten 1 gr T. D. Pratt Kommendörkapten 1 gr E. Reeves Kommendörkapten 1 gr W. F. Blount |

En möjlighet att känna igen denna enhet är dess bruk av sjöflygplansfartyget HMS Engadine, ett av de första fartygen som förde flygplan med sig för militärt bruk. Fartyget var utrustat med fyra sjöflygplan av typen Shorts 184, Engadine avskiljdes klockan 14:47 och eskorterades av två jagare från 13. jagarflottiljen,  HMS Onslow  och  HMS Moresby . Ett flygplan sändes upp i luften klockan 15:08 för att spana efter fienden. Flygplanet fördes av löjtnant Rutland med G.S.Trewin som observatör. Flygplanet flög över de tyska lätta kryssarna Frankfurt, Pillau och Elbing som beskjuter flygplanet. Vid flygningen tillbaka får man ett motorfel och blir tvungna att landa på vattnet klockan 15:47, när man åter fick flygplanet i ordning gick sjön för hög för att man skulle kunna få upp de övriga flygplanen i luften. 
| Seaplane carrier                    | |                                                            |
| HMS Engadine HMS Onslow HMS Moresby | Sjöflygplansfartyg av klassen Engadine Jagare av klassen Admirality M Jagare av klassen Admirality M | Kapten C.G. Robinson Kapten J.C. Tovey Kapten R.V. Allison |

#### Skyddsstyrkan
Beattys enheter hade sällskap av flera jagarflottiljer.
First Destroyer Flotilla skyddade konteramiral Evans-Thomas 5th Battle Sqadron:
| First Destroyer Flotilla         | | |
| Kommendörkapten 2 gr C. D. Roper | | |
| flottiljledare                   | lätt kryssare av klassen Active                                                                                | HMS Fearless                                                                                                   |
| 9 jagare av klassen I            | HMS Acheron, HMS Ariel, HMS Attack, HMS Badger, HMS Defender, HMS Goshawk, HMS Hydra, HMS Lapwing, HMS Lizard. | HMS Acheron, HMS Ariel, HMS Attack, HMS Badger, HMS Defender, HMS Goshawk, HMS Hydra, HMS Lapwing, HMS Lizard. |

Trettonde jagargarflottiljen La 13th som tillhörde First Battle Cruiser Squadron:
| Thirteenth Destroyer Flotilla    | | |
| Kommendörkapten 2 gr J. U. Farie | | |
| flottiljledare                   | lätt kryssaren av klassen C                                                                                         | HMS Champion |
| 9 jagare av klassen Admirality M | HMS Moresby, HMS Narborough, HMS Nestor, HMS Nicator, HMS Nomad, HMS Obdurate, HMS Onslow, HMS Pelican, HMS Petard. | HMS Moresby, HMS Narborough, HMS Nestor, HMS Nicator, HMS Nomad, HMS Obdurate, HMS Onslow, HMS Pelican, HMS Petard. |
| 1 jagare av klassen Yarrow M     | HMS Nerissa | |

Slutligen den jagarflottilj som bildats genom en sammanslagning av den 9:e och den 10:e, med Harwich Forces som skyddade den andra slagkryssareskadern. 
| Tenth Destroyer Flotilla          |                               |
| Kommendörkapten 2 gr J.C. Hodgson |                               |
| 2 jagare av klassen Admirality M  | HMS Moorsom, HMS Morris.      |
| 2 jagare av klassen Talisman      | HMS Termagent, HMS Turbulent. |

| Ninth Destroyer Flotilla              |                                                    |
| Kommendörkapten 2. gr M. L. Goldsmith |                                                    |
| 4 jagare av L-klass                   | HMS Lydiard, HMS Landrail, HMS Laurel, HMS Liberty |

## De tyska styrkorna

### Hochseeflotte (Högsjöflottan)

#### Hochseestreitkräfte

##### Stridskrafter
| Flottenflaggschiff (flaggskepp, viceamiral Reinhard Scheer)  | |                                                           | |
| Friedrich der Grosse                                         | Friedrich der Grosse | Kommendörkapten 1 gr T. Fuchs                             | Kommendörkapten 1 gr T. Fuchs                                                                                                  |
| I. Geschwader (första eskadern, viceamiral E. Schmidt)       | |                                                           | |
| I. Division (viceamiral E. Schmidt)                          | I. Division (viceamiral E. Schmidt)                                                                                           | II. Division (konteramiral Engelhardt)                    | II. Division (konteramiral Engelhardt)                                                                                         |
| Ostfriesland Thüringen Helgoland Oldenburg                   | Kommendörkapten 1 gr von Natzmer Kommendörkapten 1 gr H Küsel Kommendörkapten 1 gr von Kameke Kommendörkapten 1 gr Höpfner    | Posen Rheinland Nassau Westfalen                          | Kommendörkapten 1 gr Lange Kommendörkapten 1 gr Rohardt Kommendörkapten 1 gr H. Klappenbach Kommendörkapten 1 gr Redlich       |
| I. Geschwader (första eskadern, konteramiral Mauve)          | |                                                           | |
| III. Division (konteramiral Mauve)                           | III. Division (konteramiral Mauve)                                                                                            | IV. Division (konteramiral F. von Dalwigk zu Lichtenfels) | IV. Division (konteramiral F. von Dalwigk zu Lichtenfels)                                                                      |
| Deutschland Pommern                                          | Kommendörkapten 1 gr H. Meurer Kommendörkapten 1 gr Bölken                                                                    | Hannover Schlesien Schleswig-Holstein Hessen              | Kommendörkapten 1 gr W. Heine Kommendörkapten 1 gr F. Behncke Kommendörkapten 1 gr Barrentrapp Kommendörkapten 1 gr R. Bartels |
| III. Geschwader (tredje eskadern, konteramiral Paul Behncke) | |                                                           | |
| V. Division (konteramiral Paul Behncke)                      | V. Division (konteramiral Paul Behncke)                                                                                       | VI. Division (konteramiral Nordmann)                      | VI. Division (konteramiral Nordmann)                                                                                           |
| König Großer Kurfürst Kronprinz Wilhelm Markgraf             | Kommendörkapten 1 gr Brüninghaus Kommendörkapten 1 gr E. Goette Kommendörkapten 1 gr C. Feldt Kommendörkapten 1 gr Seiferling | Kaiser Kaiserin Prinz Regent Luitpold                     | Kommendörkapten 1 gr F. von Kayserlink Kommendörkapten 1 gr Sievers Kommendörkapten 1 gr K. Heuser                             |

##### Spaningsgruppen
| IV. Aufklärungsgruppe (Fjärde spaningsgruppen, Kommendör von Reuter) |                                             | | |
| Stettin München Hamburg Frauenlob Stuttgart                          | Stettin München Hamburg Frauenlob Stuttgart | Kommendörkapten 1 gr F. Regensburg Kommendörkapten 1 gr O. Böcker Kommendörkapten 2 gr von Gaudecker Kommendörkapten 1 gr G. Hoffmann Kommendörkapten 1 gr Hagedorn | Kommendörkapten 1 gr F. Regensburg Kommendörkapten 1 gr O. Böcker Kommendörkapten 2 gr von Gaudecker Kommendörkapten 1 gr G. Hoffmann Kommendörkapten 1 gr Hagedorn |

##### Skyddsgruppen
| 1. Führer der Torpedoboote (1:e chef för torpedbåtarna, kommendörkapten 2 gr Andreas Michelsen)                |                         |                                  |                                  |
| Lätta kryssaren Rostock                                                                                        | Lätta kryssaren Rostock | Kommendörkapten 2 gr O. Feldmann | Kommendörkapten 2 gr O. Feldmann |
| I. Flottille (Kommendörkapten 2 gr C. Albrecht)                                                                |                         |                                  |                                  |
| Führerboot (flottiljledare): G39 1. Halbflottille: G40, G38, S32                                               |                         |                                  |                                  |
| III. Flottille(Kapten Hollmann)                                                                                |                         |                                  |                                  |
| Führerboot (flottiljledare): S53 4. Halbflottille: S54, V48, G42. 5. Halbflottille: V71, V73, G88.             |                         |                                  |                                  |
| V. Flottille(Kapten Heinecke)                                                                                  |                         |                                  |                                  |
| Führerboot (flottiljledare): G11 9. Halbflottille: V1, V2, V3, V4, V6. 10. Halbflottille: V5, G7, G8, G9, G10. |                         |                                  |                                  |
| V. Flottille(Kapten von Koch)                                                                                  |                         |                                  |                                  |
| Führerboot (flottiljledare): S24 13. Halbflottille: S15, S16, S17, S18, S20 14. Halbflottille: S19, S23, V189. |                         |                                  |                                  |

#### Aufklärungsstreitkräfte (Slagkryssarstyrkan, viceamiralFranz Hipper)
| 1. Aufklärungsgruppe' (Första spaningsgruppen, viceamiral Franz Hipper) | |
| Lützow Derfflinger Seydlitz SMS Moltke (1910) Von der Tann              | Kommendörkapten 1 gr Harder Kommendörkapten 1 gr Hartog Kommendörkapten 1 gr M. von Egidy Kommendörkapten 1 gr von Karpf Kommendörkapten 1 gr Hans Zenker |

| 2. Aufklärungsgruppe' (Andra spaningsgruppen, konteramiral Bödicker) | |
| Frankfurt Wiesbaden Pillau Elbing                                    | Kommendörkapten 1 gr T. von Trotha Kommendörkapten 1 gr Reiss Kommendörkapten 1 gr Mommsen Kommendörkapten 1 gr Madlung |

| 2. Führer der Torpedoboote ((2:e chef för torpedbåtarna), Kommendörkapten 2 gr Heinrich)                                  |                               |
| lätta kryssaren Regensburg                                                                                                | Kommendörkapten 2 gr Heuberer |
| II. Flottille (Kapten Schuur)                                                                                             |                               |
| Führerboot (flottiljledare): B98 3. Halbflottille: G101, G102, B112, B97. 4. Halbflottille: B109, B110, B111, G103, G104. |                               |
| II. Flottille (Kapten Schultz)                                                                                            |                               |
| Führerboot (flottiljledare): G41 11. Halbflottille: V44, G87, G86 12. Halbflottille: V45, V46, V69, S50, G37              |                               |
| IX. Flottille (Kapten Goehle)                                                                                             |                               |
| Führerboot (flottiljledare): V28 17. Halbflottille: V26, V27, S36, S51, S52. 18. Halbflottille: V29, V30, S33, S34, S35   |                               |

## Jämförelsetabell mellan de två flottorna
|                                                   | Grand Fleet                                                   | Hochseeflotte             |
| ------------------------------------------------- | ------------------------------------------------------------- | ------------------------- |
| Slagskepp                                         | 28                                                            | 16                        |
| Föråldrade slagskepp                              | -                                                             | 6                         |
| Slagkryssare                                      | 9                                                             | 5                         |
| Pansarkryssare                                    | 8                                                             | -                         |
| Lätta kryssare                                    | 26                                                            | 11                        |
| Mindre fartyg (Jagare, Torpedbåtar ...)           | 79*                                                           | 61                        |
| Antal kanoner (per kaliber)                       | 48 - 381 mm 10 - 356 mm 142 - 343 mm 144 - 305 mm 36 - 234 mm | 144 - 305 mm 100 - 280 mm |
| Bredsidornas vikt                                 | 151 000 kg                                                    | 61 000 kg                 |
| Kanoner (alla kalibrar)                           | 1850                                                          | 1194                      |
| Antal avfyrade skott                              | 4598 Grova Okänt                                              | 3597 Grova 9252 Lätta     |
| Antal träffar                                     | 100 Grova 42 Lätta                                            | 120 Grova 107 Lätta       |
| Antal träffar på fienden (enbart grovt artilleri) | 2,17 %                                                        | 3,33 %                    |
| Torpedavfyrningar                                 | 382 - 533 mm 75 - 457 mm                                      | 362 - 500 mm 107 - 450 mm |
| *77 jagare / 1 sjöflygplansfartyg / 1 minläggare  |                                                               |                           |